# Maxima LT

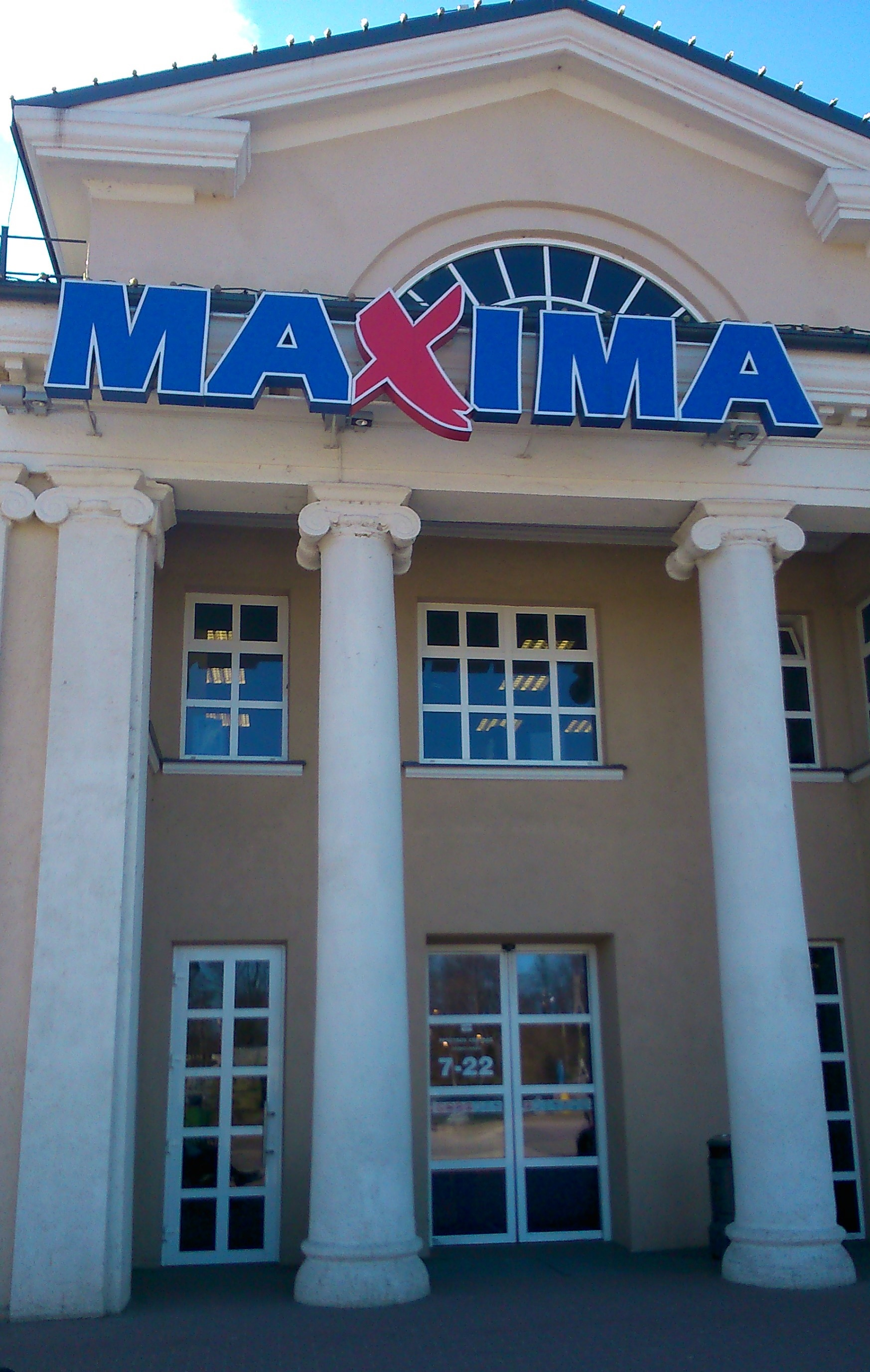
Supermarket in Naujoji Vilnia

Die UAB Maxima LT (früher VP Market) ist das größte litauische Einzelhandelsunternehmen und die größte (nach Mitarbeiterzahl) Organisation in Litauen. Das Unternehmen ist ein Teil der Unternehmensgruppe UAB „Maxima grupė“. Diese gehört der Holding „Vilniaus prekyba“.
In Litauen ist Maxima LT mit einem Marktanteil von gut einem Drittel Marktführer. Bedeutende Konkurrenten sind IKI, RIMI und „Norfa“, kleinere Wettbewerber  Lidl und „CBA Aibė“.

## Geschichte
Der Vorläufer von „Maxima LT“ wurde 1992 von drei Medizinstudenten mit der Unterstützung weiterer Familienmitglieder gegründet. Die Handelskette wurde von „VP Market“ verwaltet. Die Unternehmensgruppe wird bis heute von den Gründern geleitet. „Maxima LT“ betreibt in Litauen 230 Einkaufszentren unter der Bezeichnung „Maxima“, früher auch unter den Marken „Maxima X“, „Maxima XX“, „Maxima XXX“, „Saulutė“.
2013 erzielte das Unternehmen den Gesamtumsatz von 1,42 Mrd. Euro.

## Leitung
- Ignas Staškevičius (* 1970)
- 2008–2011: Gintaras Jasinskas[6]
- 2011–2014: Arūnas Zimnickas[7]
- 2014–2017: Žydrūnas Valkeris[8]
- 2017-: Kristina Meidė[9]